# Poecilasthena fragilis
Poecilasthena fragilis là một loài bướm đêm trong họ Geometridae.